# Lukas Graham
Lukas Graham — датская поп-соул-группа, состоящая из вокалиста Лукаса Грэма Фокамера, барабанщика Марка Фалгрена, басиста Магнуса Ларссона, и клавишника Мортена Ристопа. Дебютный одноимённый альбом группы, изданный в 2012 году, достиг первой позиции в чарте Дании. Второй альбом, который вышел в 2015 году, способствовал продвижению группы за пределы страны: сингл «7 Years» достиг второго места в Billboard 100. 1 апреля 2016 года дебютный альбом был издан в США компанией Warner Bros. Records.

## История группы
Группа образовалась в 2011 году в Копенгагене. Сначала группа публиковала свои песни в Facebook, где им удалось добиться определённой популярности. В конце 2011 года группа подписывает контракт на один альбом с лейблом Copenhagen Records. Первый релиз группы, издававшийся только в Европе, шесть раз был удостоен платинового статуса в Дании. В поддержку альбома были изданы синглы «Drunk i morgen», «Bedre end dig (kriminelle hensigter CP2)» и «Simple Things». В течение 2012 года Lukas Graham отыграла 107 концертов по всей Европе.
В 2013 и 2014 году группа продолжает гастроли, а также подписывает контракт с «Warner Bros.».
Летом 2013 года в группу был приглашен Grøn Koncert, вместе с которым группа отыграла ряд благотворительных концертов. В октябре 2013 года Lukas Graham победили в номинации «Best Danish Act» на MTV Europe Music Awards.
В 2017 году группа записала официальный трек «Off to See the World» к мультфильму «My Little Pony в кино».

## Музыкальный стиль
Музыка Lukas Graham определяется как поп-соул. В обзоре второго альбома группы, журналист Джон Парелес из Нью-Йорк Таймс описал их звучание как смешение «поп-музыки с R&B». Обозреватель Патрик Райан писал, что группа сочетает элементы хип-хопа и фолка. Лирика песен часто опирается на личный опыт участников («Mama Said» и «Drunk i morgen»). Самая популярная песня группы, «7 Years», посвящена процессу взросления.
Лукас вырос в Христиании. Этот район Копенганена известен своей «утопической», творческой атмосферой, а также бедностью и преступностью. Впоследствии, многие воспоминания Фокамера стали основой для песен группы.

## Дискография
- Lukas Graham (2012)
- Lukas Graham (2015)
- 3 (The Purple Album)[англ.] (2018)
- 4 (The Pink Album) (2023)[1]

## Участники группы
Нынешние участники
- Лукас Фокамер — вокал (2011 — настоящее время)
- Магнус Ларссон — бас, бэк-вокал (2011 — настоящее время)
- Марк Фалгрен — барабаны, перкуссия, бэк-вокал (2011 — наши дни)

Бывшие участники
- Андерс Кирк — фортепиано, клавишные (2011)
- Каспер Дэугард — фортепиано, клавишные, бэк-вокал (2012-2016)
- Мортен Ристоп — фортепиано, клавишные (2011-2012, 2016)

## Награды и номинации
| Год  | Награды                  | Категории                            | Номинации    | Результат |
| ---- | ------------------------ | ------------------------------------ | ------------ | --------- |
| 2012 | Danish Music Awards      | New Danish Name of the Year          | Lukas Graham | Победа    |
| 2012 | Danish Music Awards      | Audience Prize of the Year           | Lukas Graham | Номинация |
| 2012 | Danish Music Awards      | Band of the Year                     | Lukas Graham | Номинация |
| 2012 | Danish Music Awards      | Male Artist of the Year              | Lukas Graham | Номинация |
| 2012 | Danish Music Awards      | Newcomer of the Year                 | Lukas Graham | Номинация |
| 2012 | Danish Music Awards      | Pop Album of the Year                | Lukas Graham | Номинация |
| 2012 | Danish Music Awards      | Songwriter of the year               | Lukas Graham | Номинация |
| 2015 | MTV Europe Music Awards  | Best Danish Act                      | Themselves   | Победа    |
| 2015 | MTV Europe Music Awards  | Best European Act                    | Themselves   | Номинация |
| 2016 | MTV Video Music Awards   | Best New Artist                      | Themselves   | Номинация |
| 2016 | MTV Europe Music Awards  | Best New Act                         | Themselves   | Номинация |
| 2016 | MTV Europe Music Awards  | Best Push Act                        | Themselves   | Номинация |
| 2016 | MTV Europe Music Awards  | Best Danish Act                      | Themselves   | Номинация |
| 2016 | MTV Europe Music Awards  | Best Song                            | «7 Years»    | Номинация |
| 2016 | BBC Music Awards         | Song of the Year                     | «7 Years»    | Номинация |
| 2016 | LOS40 Music Awards       | International New Artist of the Year | Themselves   | Номинация |
| 2016 | Teen Choice Awards       | Choice Summer Song                   | 7 Years      | Номинация |
| 2017 | Grammy Awards            | Record of the Year                   | 7 Years      | Номинация |
| 2017 | Grammy Awards            | Song of the Year                     | 7 Years      | Номинация |
| 2017 | Grammy Awards            | Best Pop Duo/Group Performance       | 7 Years      | Номинация |
| 2017 | iHeartRadio Music Awards | Best Lyrics                          | 7 Years      | Номинация |
| 2017 | iHeartRadio Music Awards | Best New Pop Artist                  | Themselves   | Номинация |